# 基斯·班尼斯
基斯杜化·亞歷山大·班尼斯（1988年11月20日—），生於美國邁阿密，美國籃球運動員，司職中鋒。

## 籃球生涯
班尼斯於童年時是參與美式足球，直到某年夏天他突然長高幾吋，於是就與朋友開始他的籃球生涯。
他於2007至2011年就讀喬治亞州立大學時為校隊出戰過四個NCAA球季，大學畢業後他加盟立陶宛聯賽球隊內韋日斯。
2015年1月，班尼斯加盟香港首支職業籃球隊東方龍獅，並為符合香港籃總的居港球員資格，他跟隨東方操練一年，結果他在2016年球季開始征戰甲一聯賽。
不過他在季前操練時大腿肌肉撕裂，經過兩個月的休養後在5月31日對福建的最後一場常規賽首度為東方上陣。直到2018年球季，班尼斯被艾利諾取替居港球員位置。

## 外部連結
- 基斯·班尼斯在fiba.basketball（英语）
- 基斯·班尼斯在Sports-Reference.com（NCAA）（英语）
- 基斯·班尼斯在Eurobasket.com（球員）（英语）
- 基斯·班尼斯在Proballers（英语）
- 基斯·班尼斯在RealGM（英语）